# Jaromir Wieprzęć
Jaromir Wieprzęć (ur. 13 marca 1974 w Stalowej Woli) – polski piłkarz i trener piłkarski. Wychowanek Stali Stalowa Wola.

## Kariera piłkarska
Grał w Ekstraklasie dla Stali Stalowa Wola i Rakowa Częstochowa. 

## Kariera trenerska
Po zakończeniu kariery piłkarskiej związał się zawodowo ze Stalą Stalowa Wola jako trener, po raz pierwszy w latach 2014–2016. 12 lipca 2018 został tymczasowym trenerem Stali, pełniąc tę rolę przez dzień. 4 listopada 2020 ponownie został trenerem tego klubu po zwolnieniu Szymona Szydełki. 8 listopada 2020 roku zadebiutował w przegranym 0:1 meczu z Sokołem Sieniawa. Został zwolniony 12 kwietnia 2021 roku, dzień po ligowej porażce 0:1 z Koroną II Kielce.

## Życie prywatne
Jego syn, Maciej Wieprzęć, również został piłkarzem.